# Храм Мира (Явор)
Церковь Мира в Яворе (пол. Kościół Pokoju w Jaworze) — одна из двух деревянных лютеранских «церквей мира», включённых в 2001 г. в Список всемирного наследия ЮНЕСКО. Находится в польском городе Явор и входит в число наиболее значимых религиозных сооружений Нижнесилезского воеводства.
Согласно решениям Вестфальского мира 1648 года силезским лютеранам было дано разрешение построить три так называемые «храма мира» в городах Глогув, Свидница и Явор. Однако были наложены значительные ограничения: не было разрешено использовать при строительстве камень и кирпич, дозволено было использовать только дерево, глину и солому.
Также было запрещено сооружение башен и колоколен, а также использование колоколов. Место, на котором должна была размещаться постройка, должно было располагаться снаружи городских стен. Продолжительность строительства не должно было превышать один год. Строительство следовало вести исключительно на средства местных общин.
Храм в Яворе был построен в 1654–1655 годах по проекту вроцлавского архитектора Альбрехта фон Себиша. Здание имеет длину 43,5 м, ширину 14 м и высоту 15,7 м, а площадь 1180 км². Храм вмещает в себя около 5500 человек.
Интерьер храма окружают четыре этажа эмпор. Художественное оформление интерьера было создано Геогем Флегелем в 1671–1681 годах. Картины изображают главным образом библейские мотивы. На второй эмпоре изображены 72 сцены из Нового Завета, на четвёртой 71 сцена из Ветхого Завета. На первой и третьей эмпоре изображены геральдические щиты дворянства из окрестностей города Явора.
Благодаря Альтранштедтскому договору 1706 года в начале XVIII века была достроена колокольня.

## Галерея

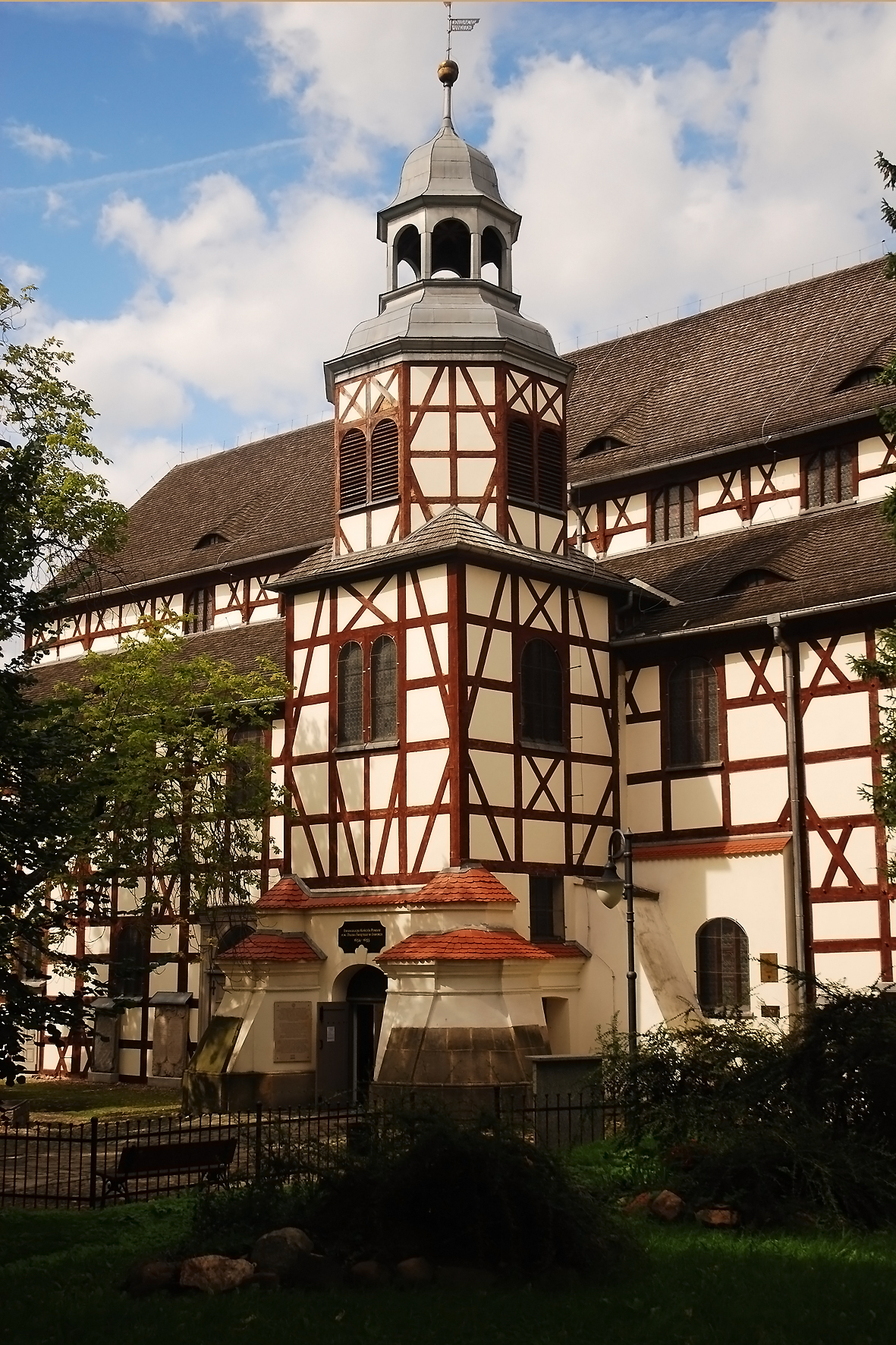
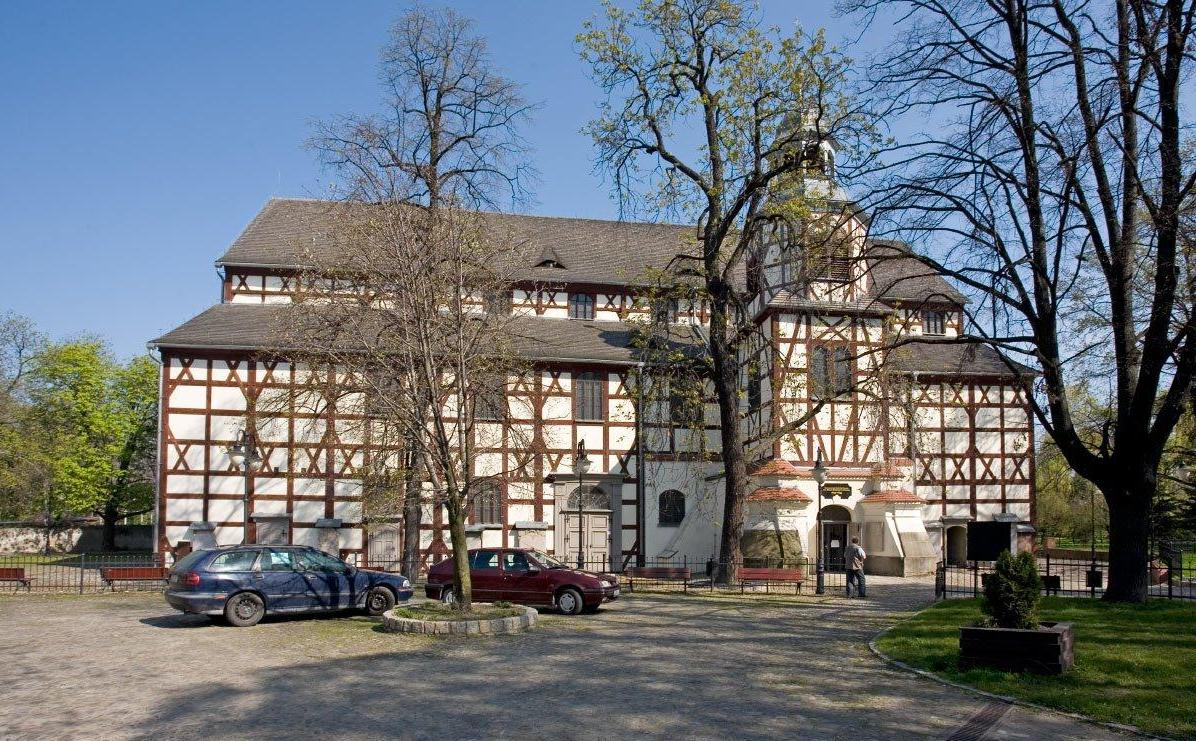
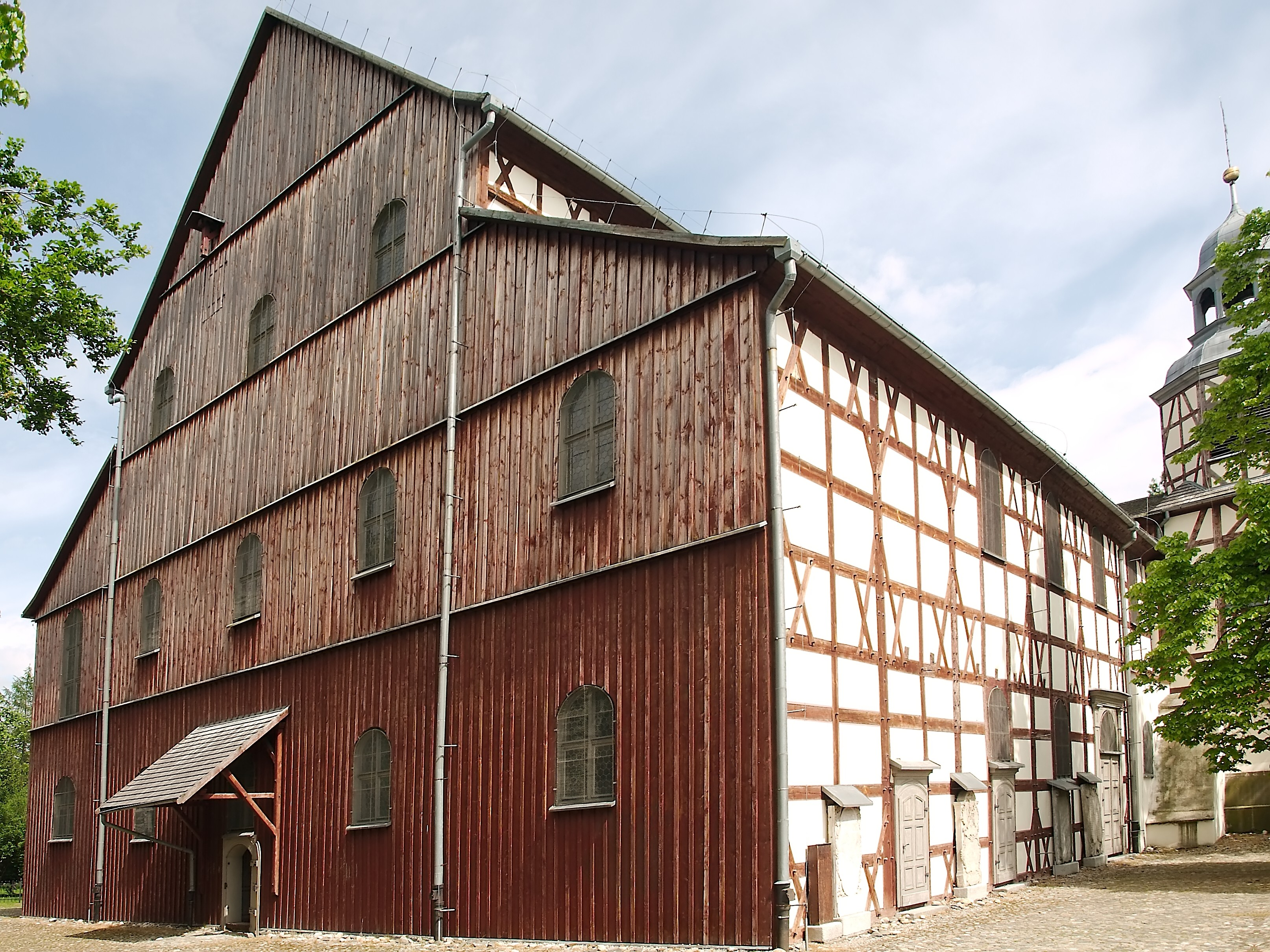
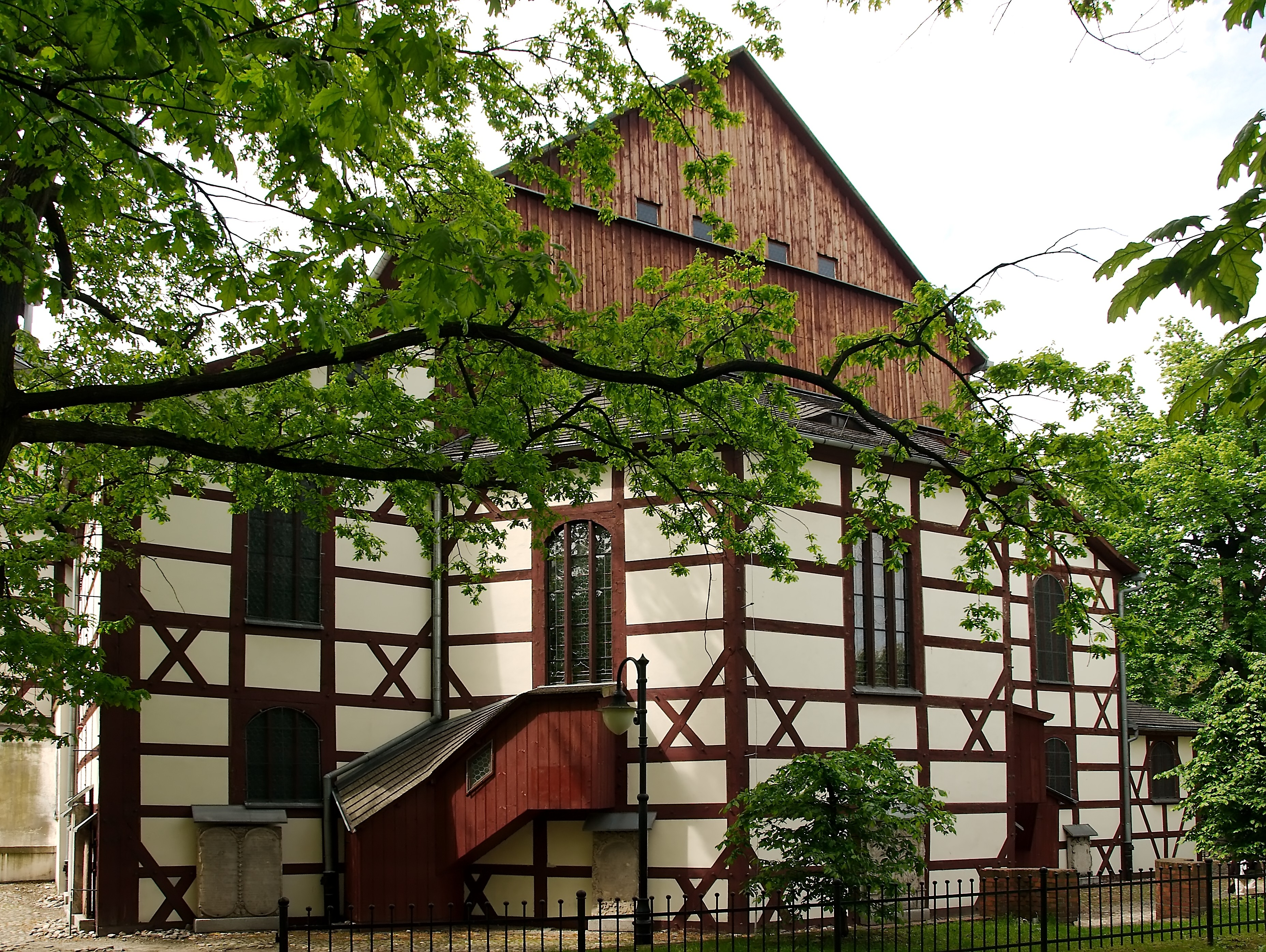
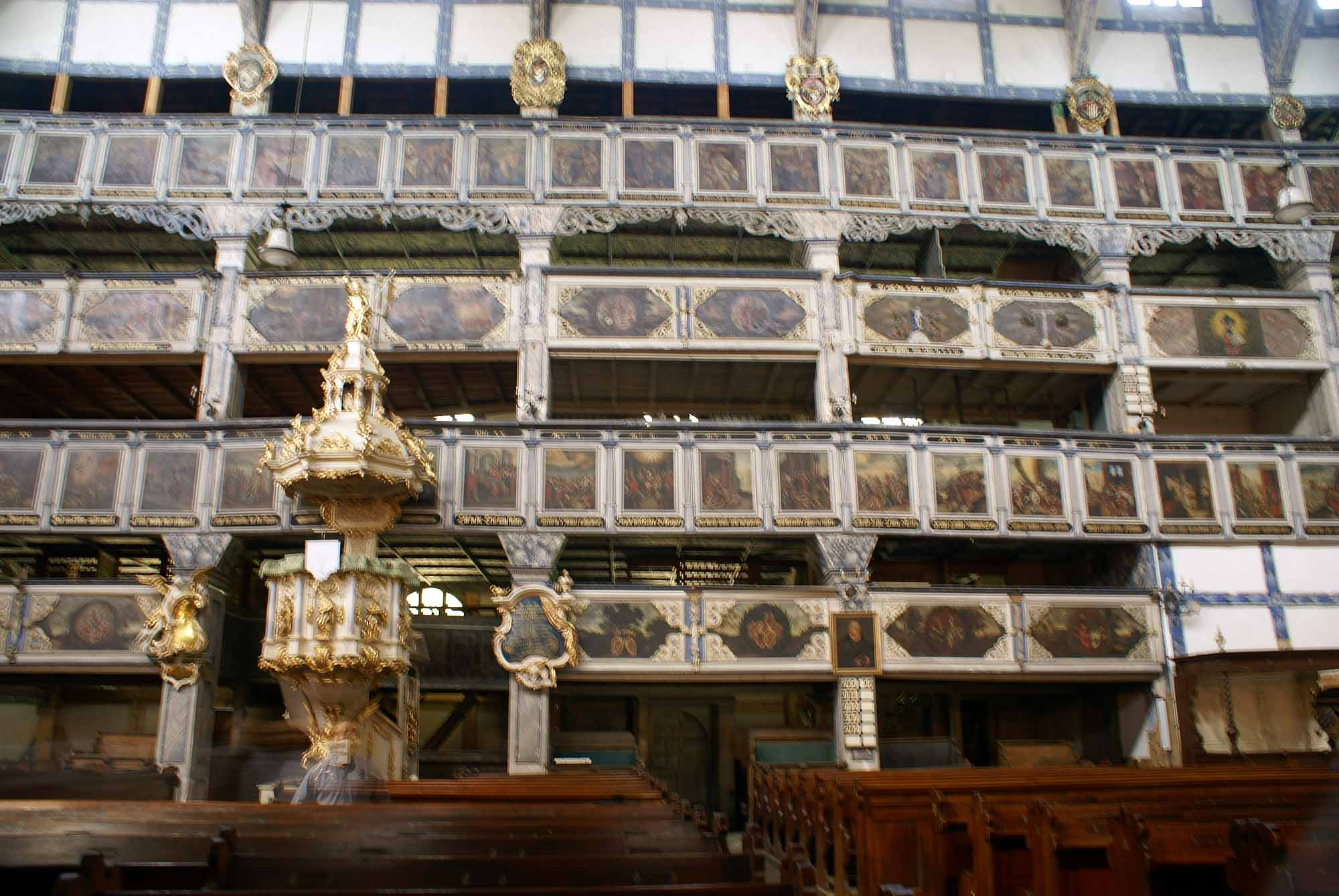
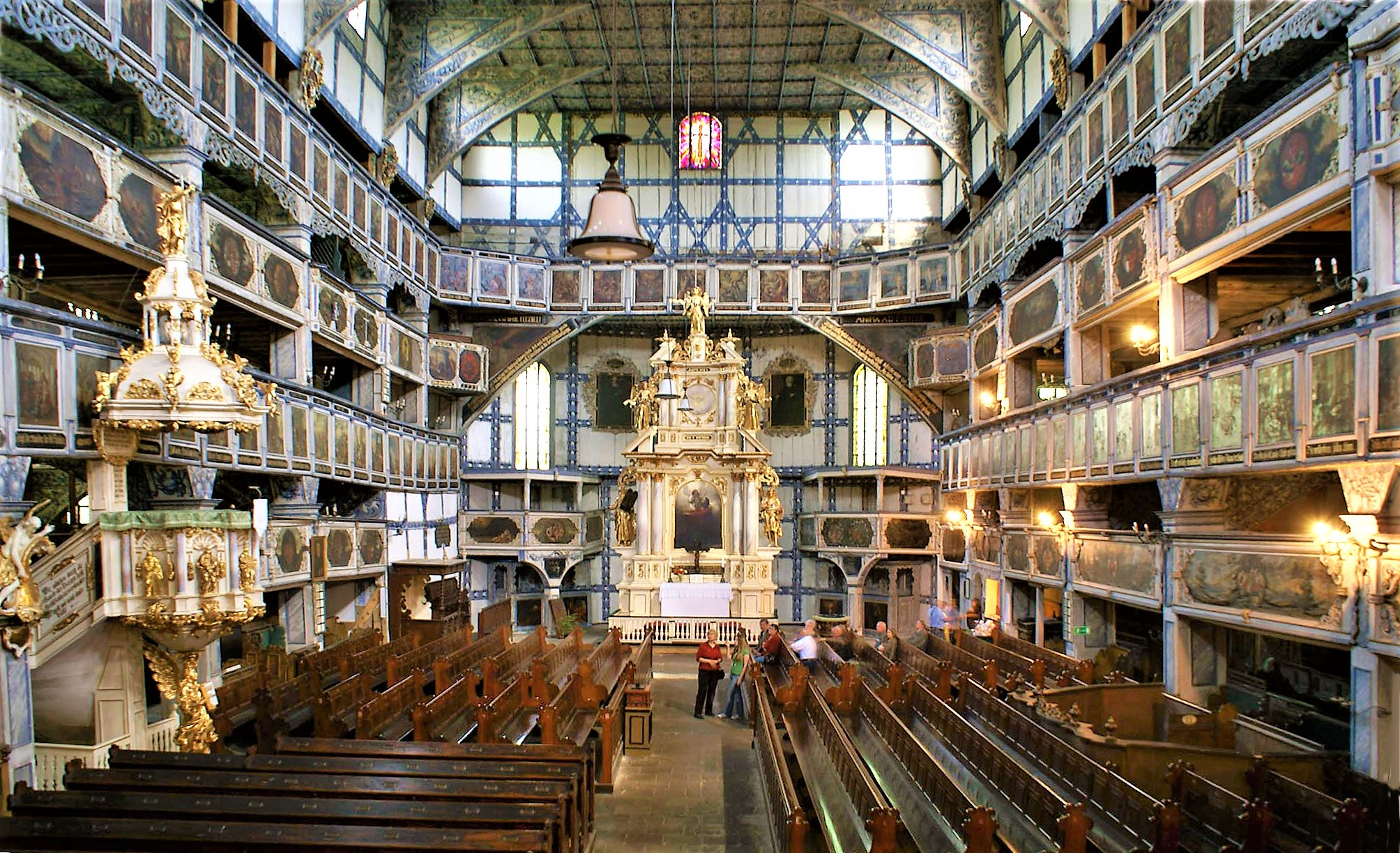
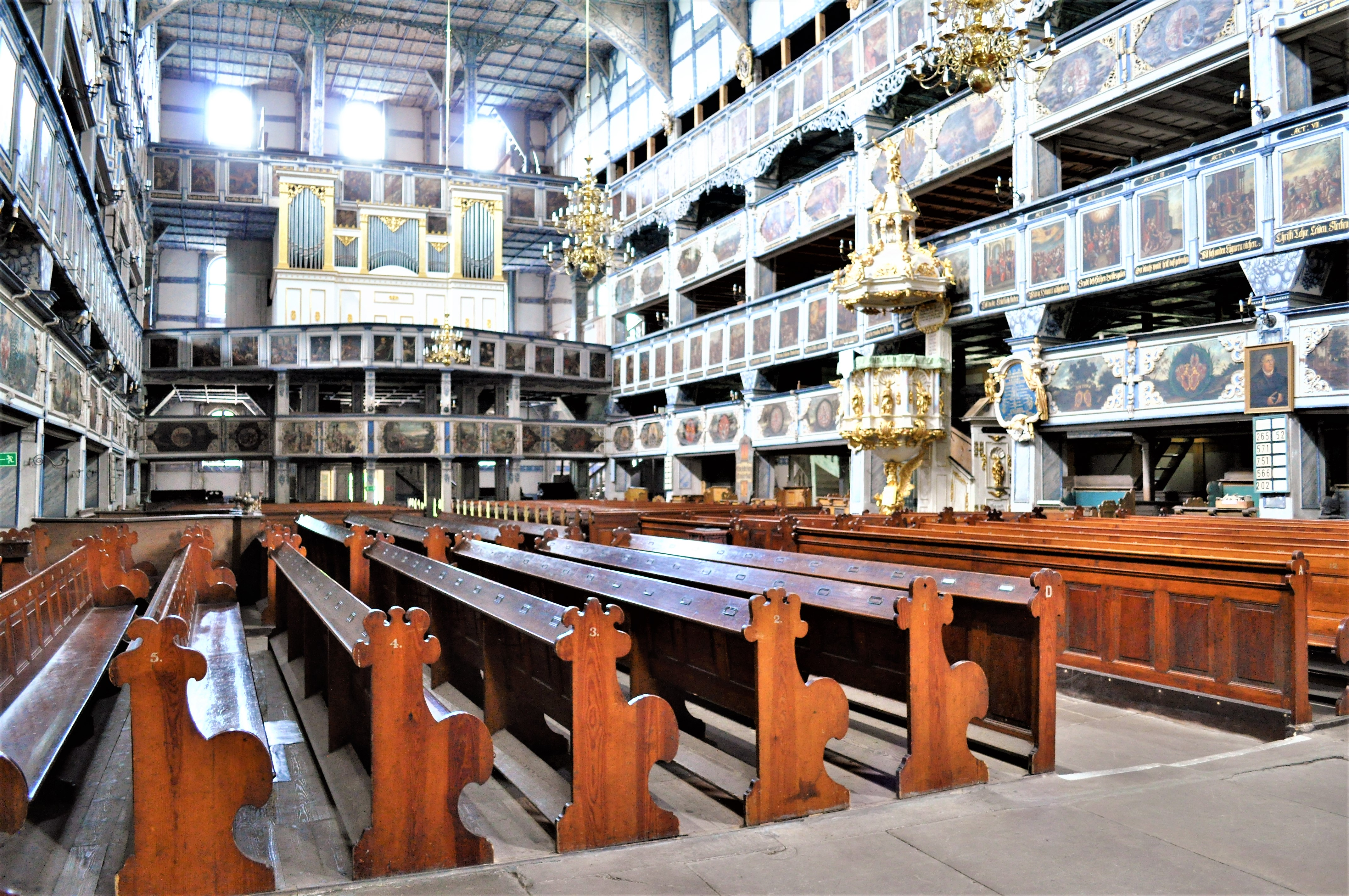
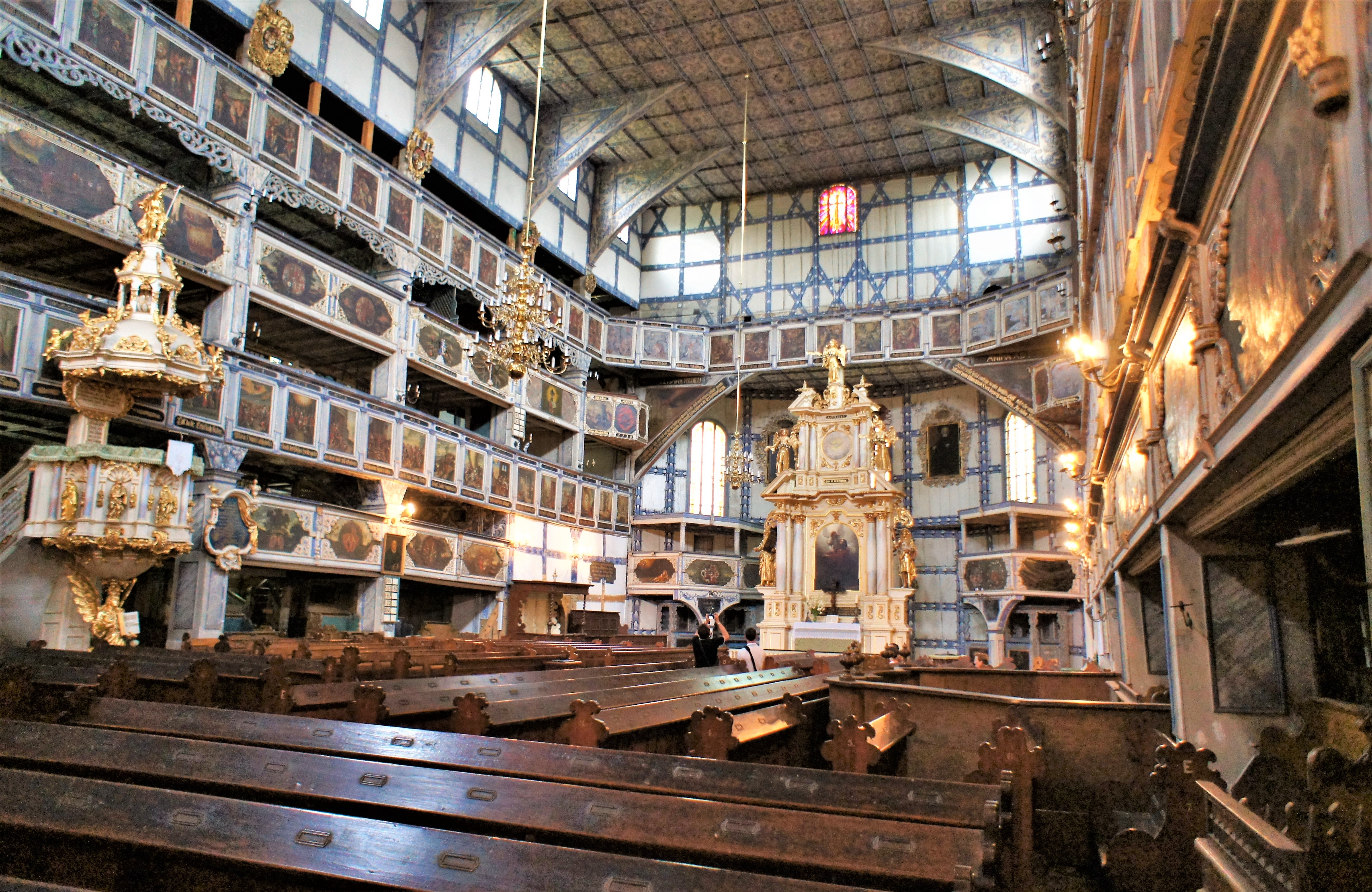
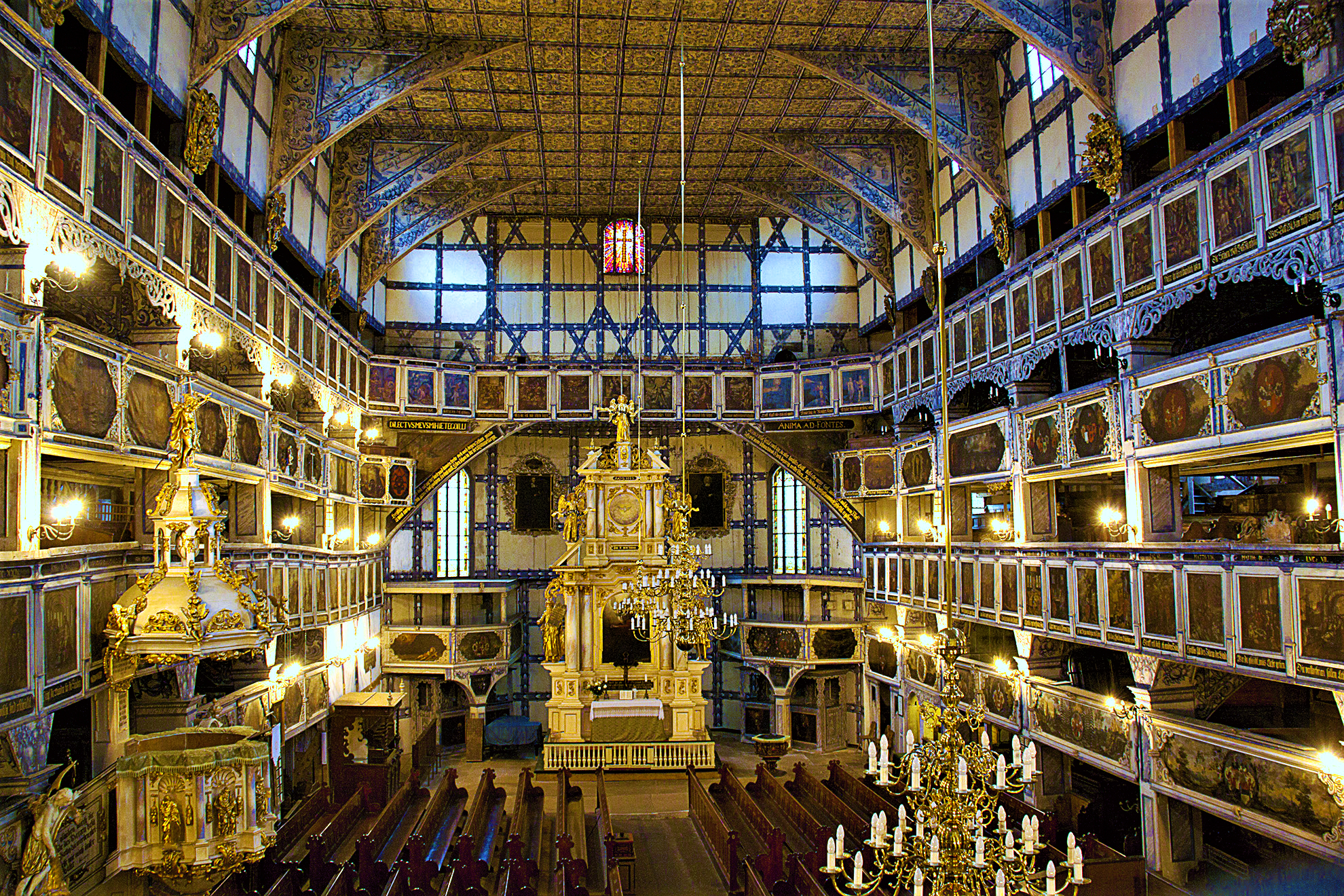
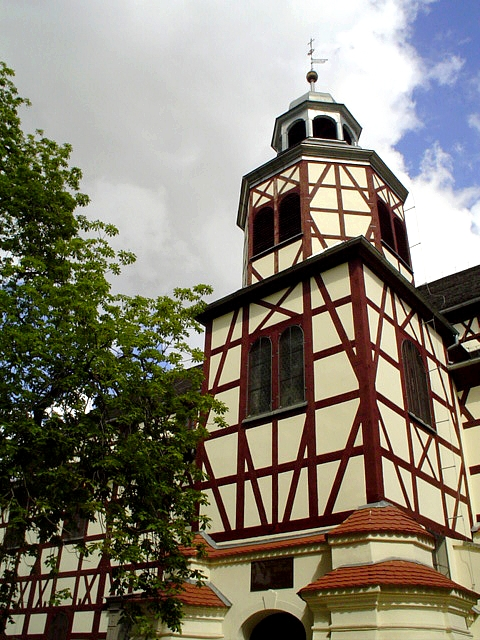
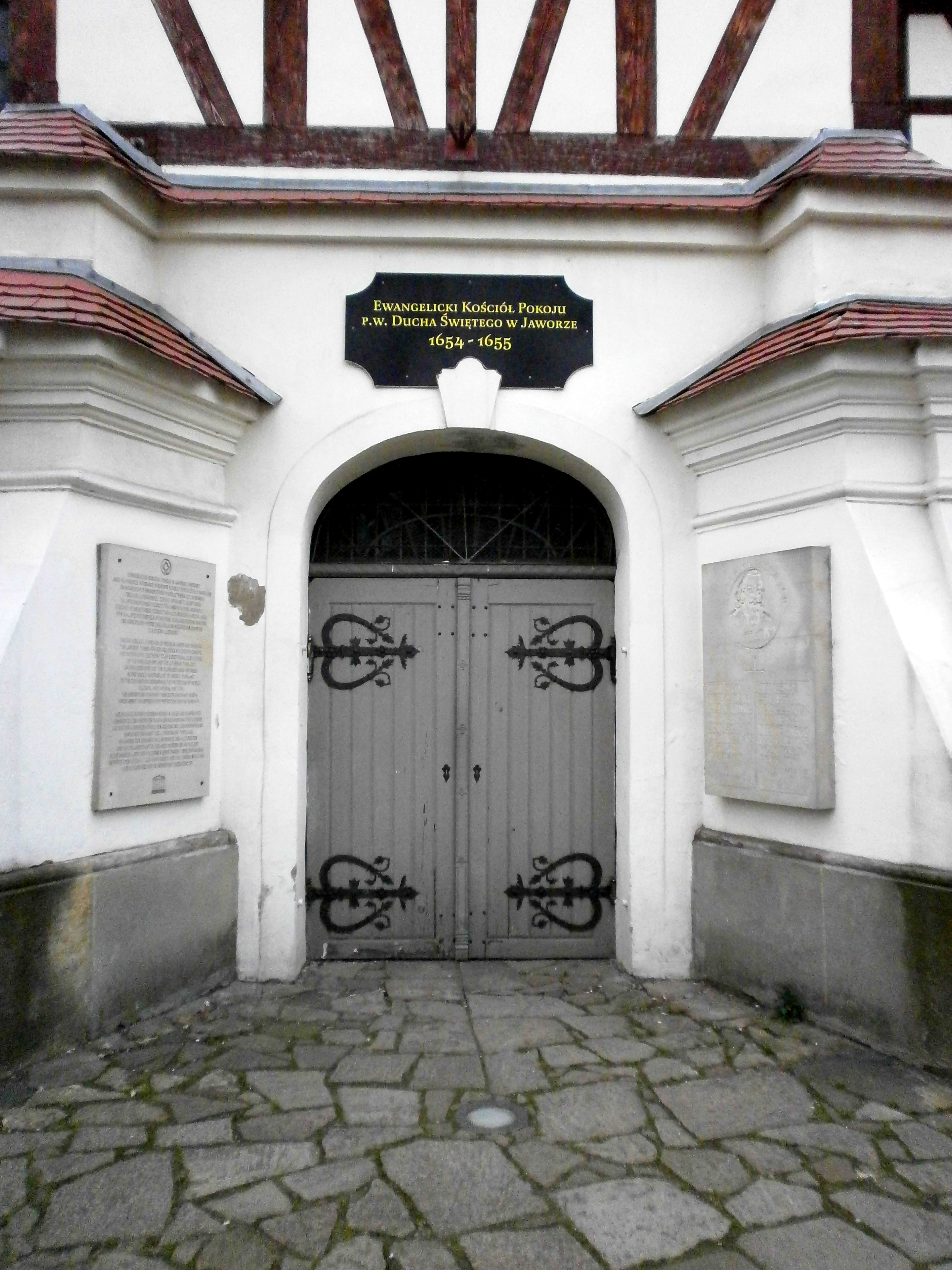
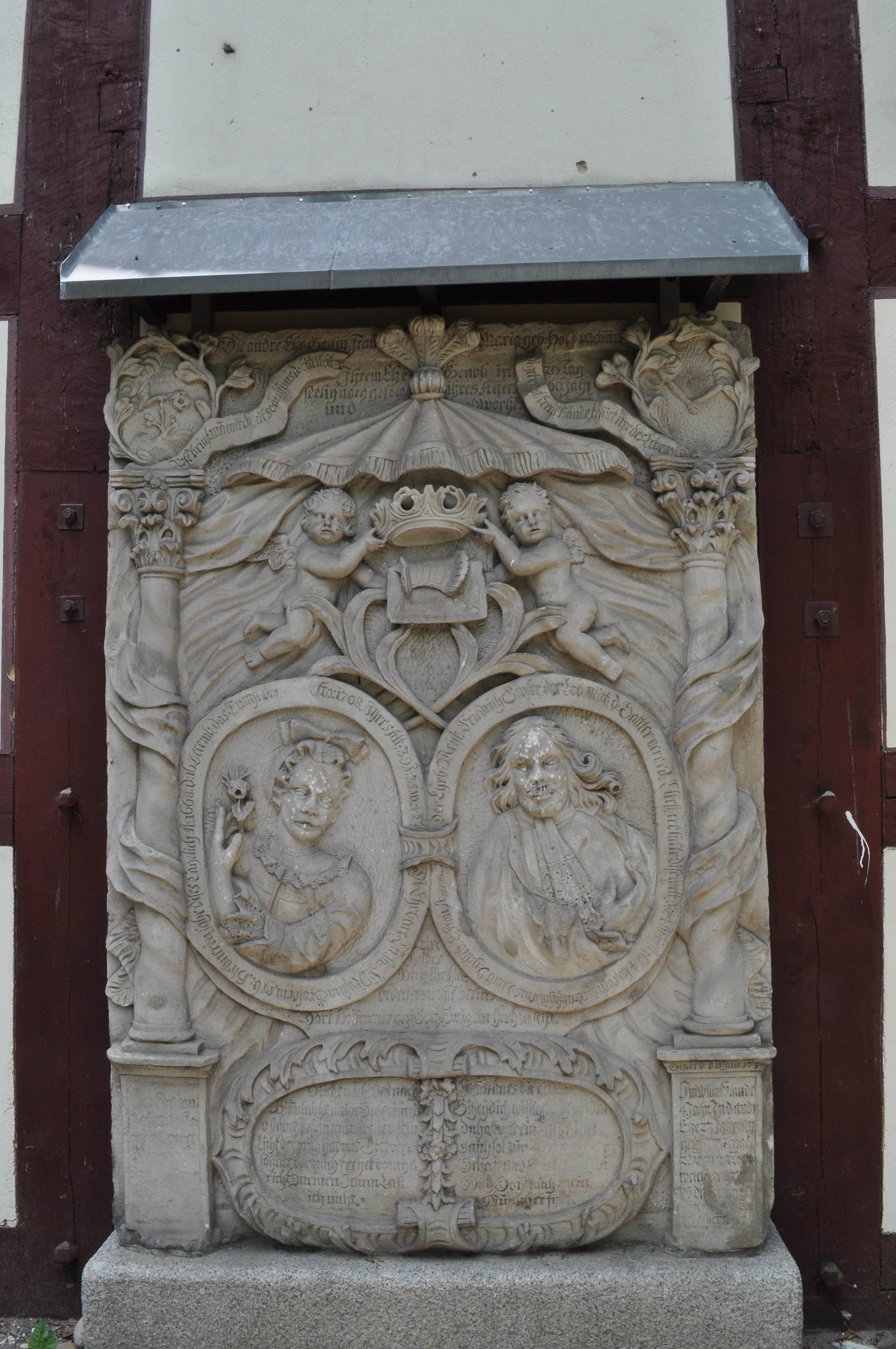
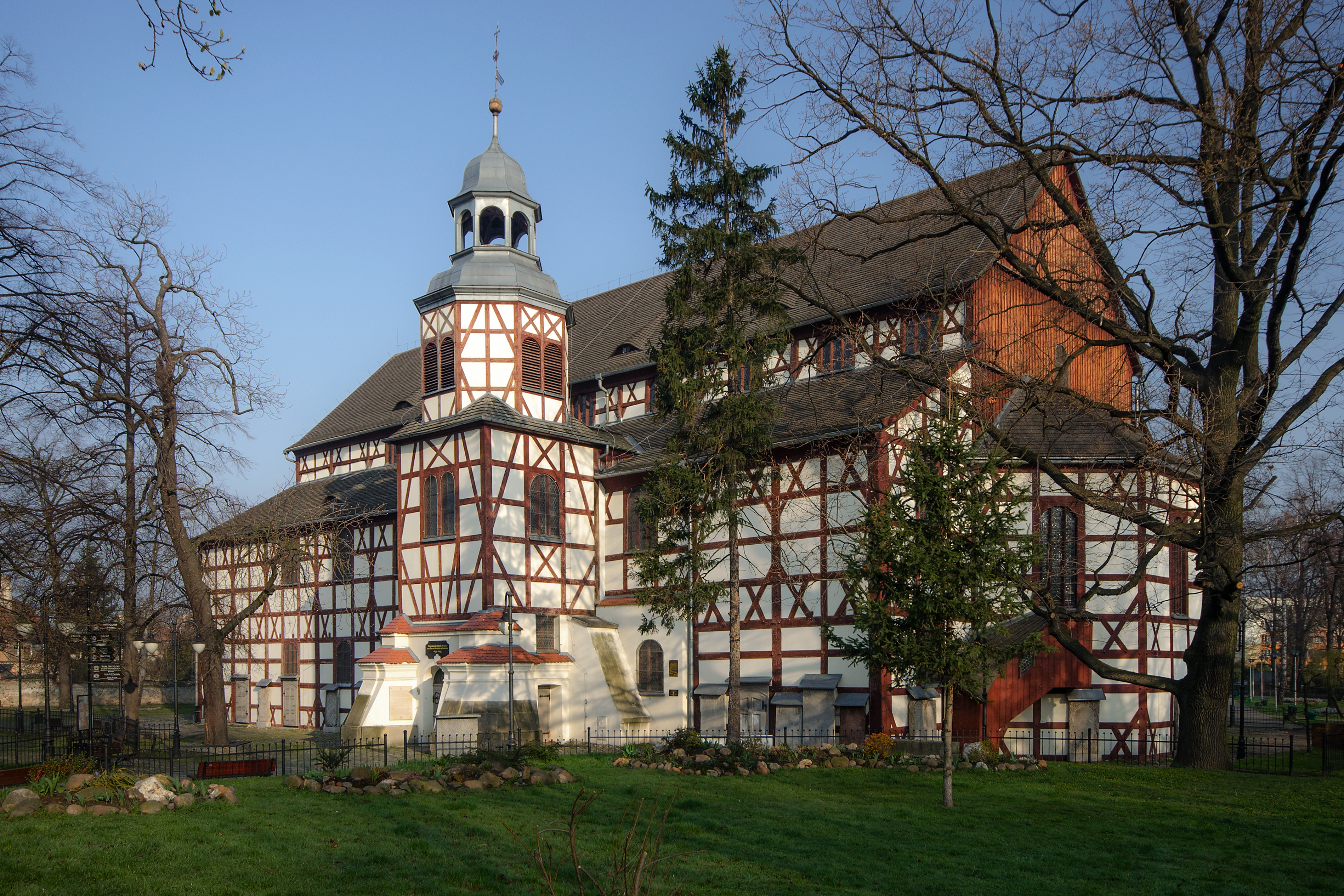